# Valeria Lynch
María Cristina Lancelotti més coneguda pel seu nom artístic Valeria Lynch (Buenos Aires, 7 de gener de 1952) és una cantant i actriu argentina. Nomenada pel New York Times com una de les 5 millors veus del planeta, ha estat reconeguda per la seva potent veu que arriba a "Fer tremolar les parets".

## Discografia
Valeria Lynch ha venut més de 15 milions de discos entre produccions pròpies, recopilacions i participacions com a cantant o compositora al costat d'altres artistes.
- Sinfónica (2015). DVD + CD. Sony Music Argentina.
- Valeria Con Todo (2014). Sony Music Argentina.
- Valeria Vale (2014). DVD + CD. Leader Music.
- Loba (2012) DVD + CD. Leader Music.
- La Máxima (2011) DVD + CD doble. Leader Music.
- O todo o nada (2010) Leader Music.
- Nosotras (2005) KLASIKO RECORD /EMI MUSIC.
- Vivo por Valeria (2004) (en vivo Teatro OPERA Bs.As.) RAYSA RECORDS.
- Algo natural (2000) (Producción independiente de Editorial Atlántida, distribuida en puestos de diarios y revistas)
- Lucía, la maga (2000) ARGENTINA MUSICAL S.R.L.
- Las hijas de Caruso (1999)WARNER MUSIC
- Baila Conmigo (1997) BMG Ariola
- De regreso al amor (1996) BMG Ariola.
- El beso de la mujer araña (1995) BMG Ariola.
- Caravana de sueños (1994) BMG Ariola.
- Todo Valeria Lynch de FM tango para usted (1993) (reedición Valeria canta el tango) BMG Ariola.
- Sin red (1992) BMG Ariola.
- Están tocando nuestra canción (1992) (grabado en vivo) BMG Ariola.
- Háblame de amor (1991) RCA Victor.
- Mis mejores canciones (1990) RCA Victor.
- San Remo '90 (1990) (en vivo) RCA Victor.
- Energía (1989) RCA Victor.
- A cualquier precio (1988) RCA Victor.
- Sin fronteras (1986) RCA Victor.
- Valeria canta el tango (1986) (álbum de tango) RCA Victor.
- En vivo (1986) (reedición de En Vivo de 1984) Polygram.
- Ciclos '85 (1985) (reedición de Capricornio) Polygram.
- World Popular Song Festival Tokyo (1985) (en vivo) RCA Victor.
- Para cantarle a la vida (1985) RCA Victor.
- Cada día más (1984) RCA Victor.
- En vivo (1984) (en vivo) Polygram.
- Mujer (1983) (reedición de Mujer) Polygram.
- Un poco más de mí (1983) Polygram.
- Quiéreme (1982) Polygram.
- Canta Evita (1981) (temas principales de la comedia musical Evita protagonizada en México en el Teatro Ferrocarrilero) Phillips.
- Evita (México) (1981) Phillips.
- Están tocando nuestra canción (1980) Polygram.
- Capricornio (1980) Polygram.
- Yo soy tu canción (1979) Polygram.
- Mujer (1979) Polygram.
- Valeria Lynch (1977) (álbum debut) Polygram.

També la discografia de Valeria Lynch ha aconseguit certificacions d'or, platí i multiplatí a Mèxic, Colòmbia, Veneçuela, Puerto Rico, Panamà, Uruguai, Xile i Estats Units amb vendes que varien entre les 30 000 i 500 000 unitats depenent el país i el tipus de certificació